# اره گردبر

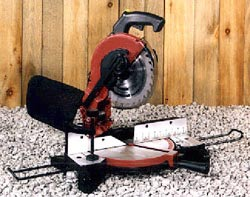
ارّهٔ گِردبُر برای برش قطعات

ارّهٔ گِردبُر یا ارّهٔ دیسکی نوعی ارّه است که برای برش‌های عرضی، طولی، مایل و ایجاد شیار در چوب، فلز و سایر مصالح مورد استفاده است.

## استفاده
در استفاده از این اره نیاز به جابه‌جایی الوار یا صفحات چوب یا فلز نیست بلکه فرد آن را بر روی مصالح جابه‌جا می‌کند و به دلیل آسانی در کارکرد و حمل، از آن در صنعت ساختمان‌سازی و نجاری بسیار استفاده می‌شود.

## تیغه

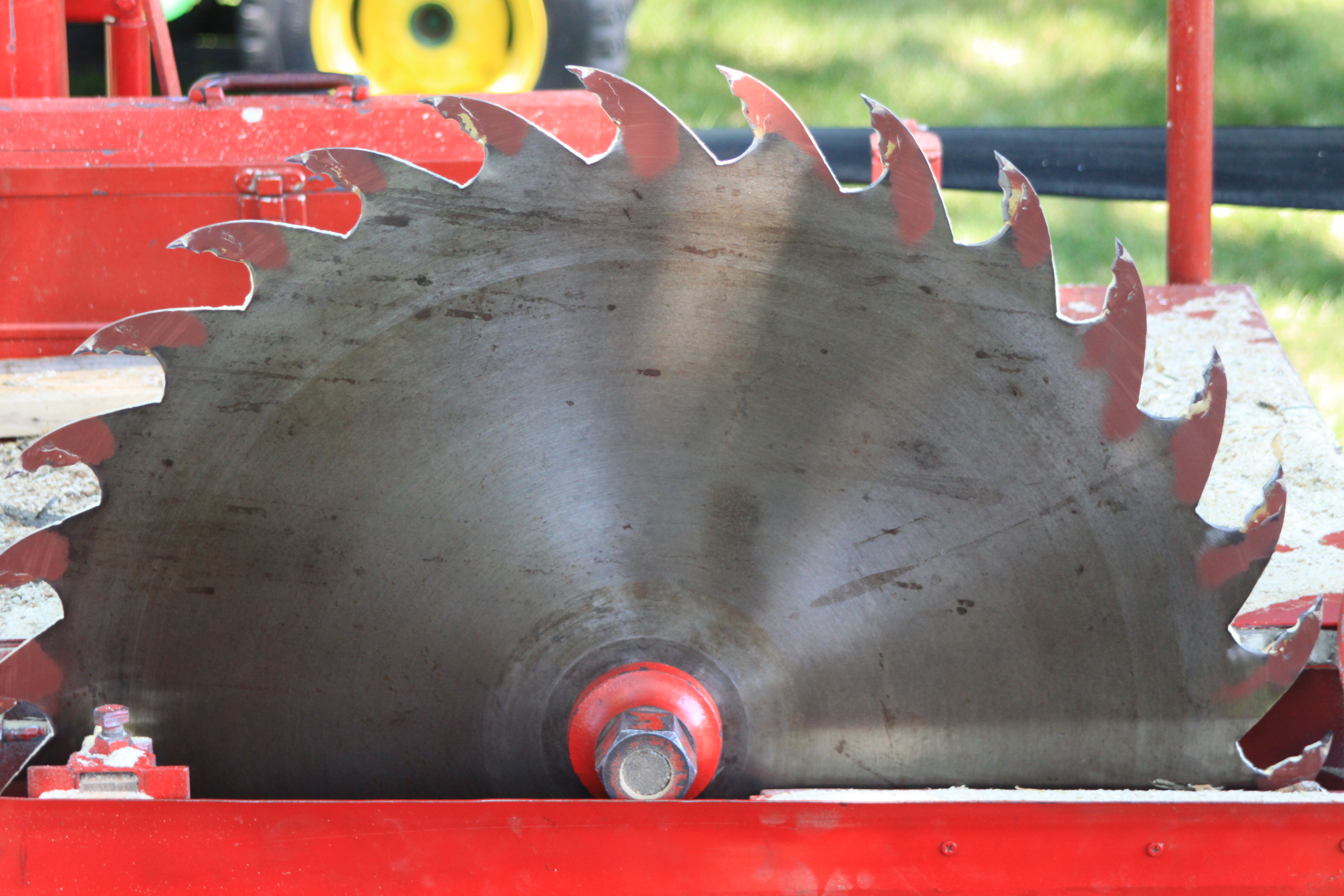
یک نمونه تیغهٔ اره

این ارّه امکان استفاده از انواع مختلف تیغه را دارد و می‌توان با تغویض تیغهٔ آن سنگ‌های ساختمانی، قطعات کوچک فلزی و موارد دیگر را برش داد یا در آن‌ها شیار ایجاد کرد.